# Roos (släkt)
Roos är en svensk släkt som härstammar från bryggmästaren Axel Bernhard Roos (1850–1897) i Kristianstad och hans hustru Amalia Roslundh och vars medlemmar kom att inta framstående positioner inom finansvärlden, främst Skånska banken.

## Medlemmar
- Ivar Roos (1882–1949), företagsledare
- Axel Roos (1886–1957), bankman och politiker
- Carl-Sigvard Roos (1918–1992), företagsledare
- Axel Roos (1922–2006), bankman
- Carl Martin Roos (1941–2023), jurist
- Fredrik Roos (1951–1991), finansman och konstsamlare